# Humphrey Bogart
Humphrey DeForest Bogart, född 25 december 1899 i New York, död 14 januari 1957 i Holmby Hills i Los Angeles i Kalifornien, var en amerikansk skådespelare. 
Bogart var gift med Lauren Bacall från 1945 till sin död 1957. Han var en av Hollywoods ledande skådespelare, varför han fått hederstiteln som Hollywoods bästa skådespelare i American Film Institutes 100-årsjubileum.

## Biografi
Humphrey Bogart slog igenom som skådespelare i pjäsen Den förstenade skogen på Broadway 1934. Pjäsen blev så småningom filmatiserad. På film dröjde genombrottet dock längre. Under 1930-talet gjorde han mestadels större biroller. Han fick då ofta spela antagonistisk gangster till exempel i Panik i gangstervärlden (1938) och Då lagen var maktlös (1939). 
1941 fick han sitt stora filmgenombrott med Riddarfalken från Malta där han spelade Dashiell Hammetts deckarhjälte Sam Spade. Filmen gjorde honom till en stjärna. En annan framgångsrik film från samma år var kuppfilmen Sierra. Året därpå gjorde han en av sina mest kända filmer Casablanca, där han spelar en olycklig och cynisk nattklubbsägare som inte kommit över sin gamla flickvän, spelad av Ingrid Bergman. 
1944 spelade han för första gången mot sin blivande fru Lauren Bacall i filmen Att ha och inte ha. Bacall var då 19 år och Bogart 44 år. Han var gift med skådespelaren Mayo Methot sedan 1938, men skilde sig 1945 för att samma år gifta om sig med Bacall. De gjorde ytterligare tre filmer tillsammans, varav alla kan klassas som film noir.
Bogart gjorde mest gangsterfilmer eller deckare men mer äventyrslik var filmen som gav honom en Oscar för bästa manliga huvudroll; Afrikas drottning från 1951. När Myteriet på Caine skulle spelas in var Bogart väldigt entusiastisk över att spela den neurotiska huvudrollen, kapten Queeg, att han till och med var beredd att få mindre gage än vad som var bestämt från början. 
Humphrey Bogart avled den 14 januari 1957 i matstrupscancer.

## Eftermäle
Asteroiden 15495 Bogie är uppkallad efter honom.

## Filmografi

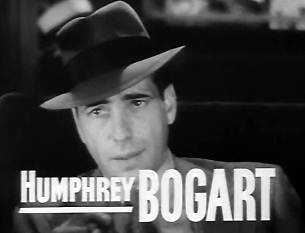
Humphrey Bogart i Vägen från Sing Sing 1939.

| År   | Titel                            | Roll                                    | Regissör                      |
| ---- | -------------------------------- | --------------------------------------- | ----------------------------- |
| 1928 | The Dancing Town                 | Man i dörröppningen                     | Edmund Lawrence               |
| 1930 | Broadway's Like That             | Ruth's Fiance                           | Arthur Hurley                 |
| 1930 | Up the River                     | Steve Jordan                            | John Ford                     |
| 1930 | A Devil with Women               | Tom Standish                            | Irving Cummings               |
| 1931 | Kropp och själ                   | Jim Watson                              | Alfred Santell                |
| 1931 | The Bad Sister                   | Valentine Corliss                       | Hobart Henley                 |
| 1931 | Den ridande hämnaren             | Steve Nash                              | Irving Cummings               |
| 1931 | Women of All Nations             | Stone (bortklippta scener)              | Raoul Walsh                   |
| 1932 | Love Affair                      | Jim Leonard                             | Thornton Freeland             |
| 1932 | Big City Blues                   | Shep Adkins                             | Mervyn LeRoy                  |
| 1932 | Hans hustrus brott               | Harve                                   | Mervyn LeRoy                  |
| 1934 | Midnatt                          | Garboni                                 | Chester Erskine               |
| 1936 | Mannen som sålde sitt liv        | Duke Mantee                             | Archie Mayo                   |
| 1936 | Samhällets rovriddare            | Nick "Bugs" Fenner                      | William Keighley              |
| 1936 | Two Against the World            | Sherry Scott                            | William C. McGann             |
| 1936 | Orkan över Karibiska havet       | Hap Stuart                              | Ray Enright                   |
| 1936 | Fasornas ö                       | Valentine "Val" Stevens                 | Frank McDonald                |
| 1937 | Den svarta ligan                 | Frank Taylor                            | Archie Mayo                   |
| 1937 | The Great O'Malley               | John Phillips                           | William Dieterle              |
| 1937 | Storstadsdesperados              | David Graham                            | Lloyd Bacon                   |
| 1937 | En boxare bland gangsters        | Turkey Morgan                           | Michael Curtiz                |
| 1937 | Myteriet i statsfängelset        | Joe "Red" Kennedy                       | Lloyd Bacon                   |
| 1937 | I skyskrapornas skugga           | Hugh "Baby Face" Martin                 | William Wyler                 |
| 1937 | Mr. Dodds affärer                | Doug Quintain                           | Tay Garnett                   |
| 1938 | Swing Your Lady                  | Ed Hatch                                | Ray Enright                   |
| 1938 | Crime School                     | Deputy Commissioner Mark Braden         | Lewis Seiler                  |
| 1938 | Men Are Such Fools               | Harry Galleon                           | Busby Berkeley                |
| 1938 | Racket Busters                   | Pete "Czar" Martin                      | Lloyd Bacon                   |
| 1938 | Den mystiske doktor Clitterhouse | "Rocks" Valentine                       | Anatole Litvak                |
| 1938 | Panik i gangstervärlden          | James Frazier                           | Michael Curtiz                |
| 1938 | Swingtime in the Movies          | Sig själv                               | Crane Wilbur                  |
| 1939 | Den undre världens diktator      | Joe Gurney                              | Lewis Seiler                  |
| 1939 | The Oklahoma Kid                 | Whip McCord                             | Lloyd Bacon                   |
| 1939 | Förvildad ungdom                 | Frank Wilson                            | Lewis Seiler                  |
| 1939 | Seger i mörkret                  | Michael O'Leary                         | Edmund Goulding               |
| 1939 | Då lagen var maktlös             | George Hally                            | Raoul Walsh                   |
| 1939 | Doktor X kommer tillbaka         | Dr. Maurice Xavier, aka Marshall Quesne | Vincent Sherman               |
| 1939 | Vägen från Sing Sing             | Chuck Martin                            | Lloyd Bacon                   |
| 1940 | Västerns musketörer              | John Murrell                            | Michael Curtiz                |
| 1940 | Pensionatet som blev nattklubb   | Grasselli aka Chips Maguire             | Lewis Seiler                  |
| 1940 | Mr. Sarto gör razzia             | Jack Buck                               | Lloyd Bacon                   |
| 1940 | De färdas om natten              | Paul Fabrini                            | Raoul Walsh                   |
| 1941 | Sierra                           | Roy Earle                               | Raoul Walsh                   |
| 1941 | Vagnarna rulla om natten         | Nick Coster                             | Ray Enright                   |
| 1941 | Riddarfalken från Malta          | Sam Spade                               | John Huston                   |
| 1941 | Gangsterrazzia                   | Gloves Donahue                          | Vincent Sherman               |
| 1942 | Jag var en gangster              | Joseph "Duke" Berne                     | Lewis Seiler                  |
| 1942 | Över Stilla Havet                | Rick Leland                             | John Huston                   |
| 1942 | Casablanca                       | Rick Blaine                             | Michael Curtiz                |
| 1943 | De anföll i gryningen            | Lt. Joe Rossi                           | Lloyd Bacon                   |
| 1943 | Sahara                           | Sgt. Joe Gunn                           | Zoltan Korda                  |
| 1943 | Tacka din lyckliga stjärna       | Sig själv                               | David Butler                  |
| 1944 | På väg mot Marseille             | Jean Matrac                             | Michael Curtiz                |
| 1944 | Att ha och inte ha               | Harry "Steve" Morgan                    | Howard Hawks                  |
| 1944 | I Am an American                 | Sig själv                               | Crane Wilbur                  |
| 1945 | Konflikt                         | Richard Mason                           | Curtis Bernhardt              |
| 1946 | Utpressning                      | Philip Marlowe                          | Howard Hawks                  |
| 1946 | Säj aldrig adjö                  | Sig själv                               | David Butler                  |
| 1947 | Heta dagar                       | Capt. "Rip" Murdock                     | John Cromwell                 |
| 1947 | En mans brott                    | Geoffrey Carroll                        | Peter Godfrey                 |
| 1947 | Mörk passage                     | Vincent Parry                           | Delmer Daves                  |
| 1948 | Sierra Madres skatt              | Fred C. Dobbs                           | John Huston                   |
| 1948 | Stormvarning utfärdad            | Frank McCloud                           | John Huston                   |
| 1948 | Always Together                  | Sig själv                               | Frederick De Cordova          |
| 1949 | Lev farligt och dö ung           | Andrew Morton                           | Nicholas Ray                  |
| 1949 | Tokyo Joe                        | Joseph "Joe" Barrett                    | Stuart Heisler                |
| 1950 | Rymdens erövrare                 | Lt. Col. Matthew "Matt" Brennan         | Stuart Heisler                |
| 1950 | Nakna nerver                     | Dixon Steele                            | Nicholas Ray                  |
| 1951 | Ligan                            | Dist. Atty. Martin Ferguson             | Bretaigne Windust Raoul Walsh |
| 1951 | Vapen till Orienten              | Harry Smith                             | Curtis Bernhardt              |
| 1951 | Afrikas drottning                | Charlie Allnut                          | John Huston                   |
| 1952 | Storstadsmarodörer               | Ed Hutcheson                            | Richard Brooks                |
| 1952 | Två glada sjömän på Bali         | Charlie Allnut                          | Hal Walker                    |
| 1953 | Möte vid fronten                 | Maj. Jed Webbe                          | Richard Brooks                |
| 1953 | Skälmarnas marknad               | Billy Dannreuther                       | John Huston                   |
| 1954 | Myteriet på Caine                | Lt. Cmdr. Philip Francis Queeg          | Edward Dmytryk                |
| 1954 | Sabrina                          | Linus Larrabee                          | Billy Wilder                  |
| 1954 | Barfotagrevinnan                 | Harry Dawes                             | Joseph L. Mankiewicz          |
| 1955 | Trasiga änglar                   | Joseph                                  | Michael Curtiz                |
| 1955 | I Kinas våld                     | James "Jim" Carmody                     | Edward Dmytryk                |
| 1955 | Skräckens timmar                 | Glenn Griffin                           | William Wyler                 |
| 1956 | Storstadsdjungel                 | Eddie Willis                            | Mark Robson                   |
| 1982 | Döda män klär inte i rutigt      | Arkivbilder på Bogart                   | Carl Reiner                   |
| 1995 | Röster från andra sidan graven   | Arkivbilder på Bogart                   | Robert Zemeckis               |